# Inhibiteur de la recapture de la dopamine et de la noradrénaline
Les inhibiteurs de la recapture de la dopamine et de la noradrénaline (IRDN) sont une classe d'antidépresseurs qui vont ralentir la recapture de la dopamine par son transporteur, le DAT, et la recapture de la noradrénaline par son transporteur, le NET, ce qui va augmenter leur taux dans la fente synaptique. Cette classe de médicaments comprend notamment le méthylphénidate commercialisé en France sous le nom de Concerta et Ritaline, et le bupropion, commercialisés sous le nom de Zyban ou Wellbutrin aux États-Unis.

Le méthylphénidate est un IRDN.

Certains dérivés amphétaminiques et la cocaïne inhibent la recapture de la dopamine et de la noradrénaline tout en augmentant leur production, ce qui est à l'origine de leur effet psychotrope.

## Utilisation
Ce type de médicament est utilisé dans la dépression, le trouble du déficit de l'attention avec ou sans hyperactivité ou bien encore pour la narcolepsie ou pour arrêter de fumer.

## Exemples
- Méthylphénidate
- Bupropion[4]
- Pyrovalérone
- Méthylènedioxypyrovalérone (MDPV)
- Modafinil